# King the Detective in the Marine Mystery
King the Detective in the Marine Mystery  è un cortometraggio muto del 1914 diretto da King Baggot. Il film fa parte di una serie dedicata al personaggio dell'investigatore King, impersonato da King Baggot.

## Produzione
Il film fu prodotto da Carl Laemmle per l'Independent Moving Pictures Co. of America (IMP).

## Distribuzione
Distribuito dall'Universal Film Manufacturing Company, il film uscì nelle sale cinematografiche USA il 23 marzo 1914.